# Nyakó István
Nyakó István (Miskolc, 1968. május 13. –) magyar politikus, országgyűlési képviselő.

## Életpályája

### Iskolái
1986-ban érettségizett az edelényi Izsó Miklós Gimnáziumban. Az Államigazgatási Főiskola hallgatója volt. 2000-től a Miskolci Egyetem szociológia szakos hallgatója volt.

### Pályafutása
1986–1987 között az Erdélyi Városi Tanácsnál gyakornok volt. 1987–1992 között az adófelügyelet, illetve az APEH munkatársa volt. 1992–1993 között Perkupán és Varbócon közjegyzőként dolgozott.

### Politikai pályafutása
1989 óta az MSZP tagja. 1994-ben és 1998-ban országgyűlési képviselőjelölt volt. 1994-től a Baloldali Ifjúsági Társulás (BIT) országos elnökségi tagja, 1997–2002 között országos alelnöke volt. 1994–2006 között miskolci önkormányzati képviselő volt. 1997–1998 között, valamint 2002-től országgyűlési képviselő (Borsod-Abaúj-Zemplén megye). 1998–2000 között az MSZP miskolci városi alelnöke volt. 1998–2002 között, valamint 2006-tól a Borsod-Abaúj-Zemplén Megyei Közgyűlés tagja. 1999–2002 között Borsod-Abaúj-Zemplén megye elnökségi tagja volt. 1999–2003 között a Fiatal Baloldal alelnöke volt. 2002-től az MSZP szóvivője. 2002–2006 között az emberi jogi, kisebbségi és vallásügyi bizottság, valamint a rendészeti bizottság tagja volt. 2002-ben az ifjúsági és sportbizottság tagja volt. 2003-ban és 2004-ben az MSZP frakcióvezető-helyettese volt. 2005-től az MSZP szikszói elnöke. 2006–2014 között az emberi jogi, kisebbségi, civil- és vallásügyi bizottság tagja volt. 2006–2014 között az Országgyűlés jegyzője volt.

## Magánélete
2003-ban házasságot kötött Nagy Nóra (1974*) közgazdásszal. 2005. decemberében született egy közös gyermekük, Nyakó Barnabás.[forrás?]